# 布雷門 (阿拉巴馬州)
布雷門（英語：Bremen）是一個位於美國阿拉巴馬州卡爾曼縣的非建制地區。該地的面積和人口皆未知。

## 地理
布雷門的座標為34°59′40″N 86°58′12″W / 34.99444°N 86.97°W，而該地最高點為海拔高度172米（即564英尺）。